# Aimé Anthuenis
Aimé Anthuenis, né le 21 décembre 1943 à Lokeren, est un joueur de football belge reconverti en entraîneur.

## Biographie
Après avoir joué comme défenseur pendant 25 ans et principalement au KSC Lokeren, Aimé Anthuenis a été un entraîneur à succès en Belgique durant les années 1990; il a dirigé alors les joueurs des principales équipes belges: le KSC Lokeren, le Sporting de Charleroi, le Germinal Ekeren, le KSV Waregem, le KRC Genk et le Sporting d'Anderlecht. 
Ses résultats tant à Genk (Coupe en 1998 et Championnat en 1999)  qu'à Anderlecht (Championnat en 2000 et 2001) sont probants, mais son passage à la tête de l'équipe nationale de Belgique est un échec: la sélection nationale passe du 16e rang mondial au 55e, la Belgique ne participant ni à l'Euro 2004, ni à la Coupe du monde de 2006 en Allemagne. 
Aimé Anthuenis entraîne de nouveau Lokeren en janvier et février 2006 avant de laisser son poste d'entraîneur pour des raisons médicales. Il devient ensuite directeur technique du Germinal Beerschot de 2006 à 2008. Puis il redevient entraîneur principal du club anversois en novembre 2008, à la place de Harm van Veldhoven. Il est licencié fin août 2009. Il est nommé en février 2010 au  Lierse SK. Après sept journées de championnat, il y est licencié.

## Palmarès d'entraîneur
- Vainqueur du championnat de Belgique de football en 1999, 2000, 2001.
- Vainqueur de la Coupe de Belgique en 1998
- Vainqueur de la Coupe de la Ligue Pro en 2000
- Vainqueur de la Supercoupe de Belgique : 4 fois
- Vainqueur du championnat de Belgique de football D2 en 1994, 1995.
- Entraîneur de l'année en 1999 avec le KRC Genk, en 2000 et en 2001 avec le RSC Anderlecht.